# Елла Емгофф
Елла Роуз Емгофф (англ. Ella Rose Emhoff; нар. 29 травня 1999) — американська модель, художниця та модельєрка. Донька другого джентльмена США Даґа Емгоффа та пасербиця віцепрезидентки США Камали Гарріс.

## Ранні роки
Народилася в сім'ї Дуґласа Емгоффа, адвоката з індустрії розваг, і кінопродюсерки Керстін Емгофф (до шлюбу Макін). Названа на честь джазової співачки Елли Фіцджеральд. Попри ашкеназьке походження батька представник Емгоффів уточнив, що Елла не вважає себе єврейкою. У неї є старший брат Коул. 2008 року батьки розлучилися. У серпні 2014 року, коли їй було 15 років, її батько одружився з адвокаткою Камалою Гарріс, яка тоді була генеральною прокуроркою штату Каліфорнія. Елла з братом придумали слово «момала» для своєї мачухи. Її сім'я є членами Демократичної партії США. Вона з сім'єю — прихильники одностатевих шлюбів у Каліфорнії, брала активну участь у боротьбі проти Каліфорнійської пропозиції 8 2008 року. 2016 року її мачуху обрали в Сенат США як представницю Каліфорнії. 2021 року вона стала членкинею другої сім'ї, коли Камала Гарріс склала присягу віцепрезидентки США.
2018 року закінчила школу Вайлдвуд, де була членкинею команд з плавання та баскетболу. Навчалася в Школі дизайну Парсонса в Нью-Йорку, де вивчала образотворче мистецтво з акцентом на одяг та текстиль, і закінчила її у травні 2021 року.

## Кар'єра
2014 році знялася в кліпі Бо Бернема на пісню «Repeat Stuff».
Створює одяг, а також продає кераміку, картини та малюнки.
У січні 2021 року підписала контракт з IMG Models worldwide, міжнародним модельним агентством, розташованим у Нью-Йорку. Привернула увагу BBC і «Нью-Йорк таймс» татуюванням та неголеним волосся під пахвами. Агентство повідомило про її контракт у Twitter. Раніше вона була представлена в редакційній статті незалежного модного журналу «Buffalo Zine». У вересні 2019 року модельне агентство Viola підписало з нею контракт.
Вона є членкинею The 3 % Movement, організації, спрямованої на збільшення кількості креативних директорок у США.

## Особисте життя

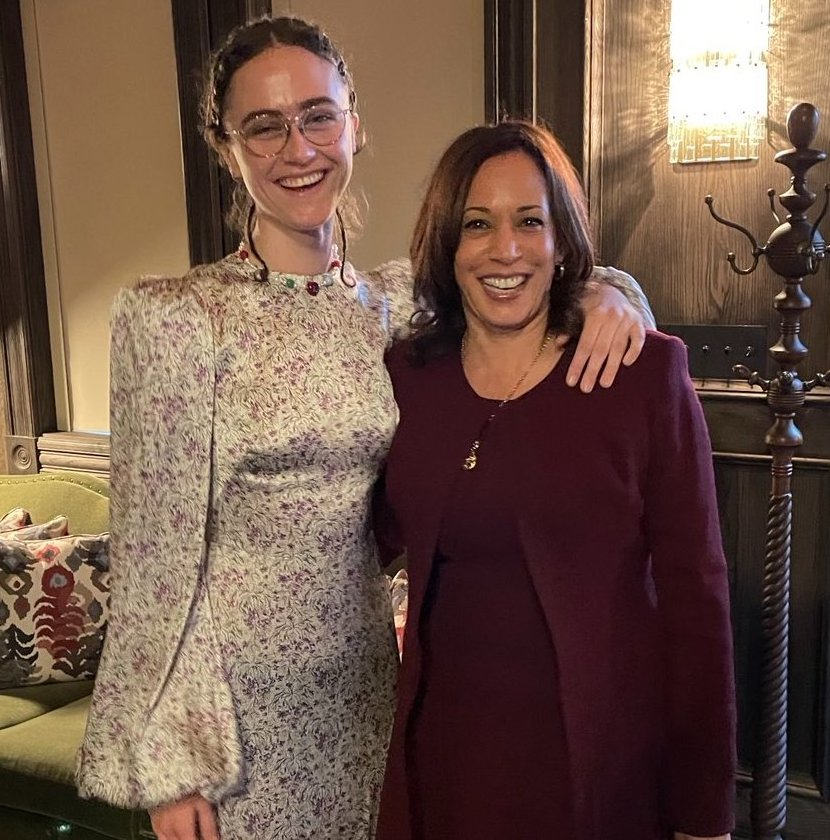
Емгофф зі своєю мачухою Камалою Гарріс у травні 2021 року

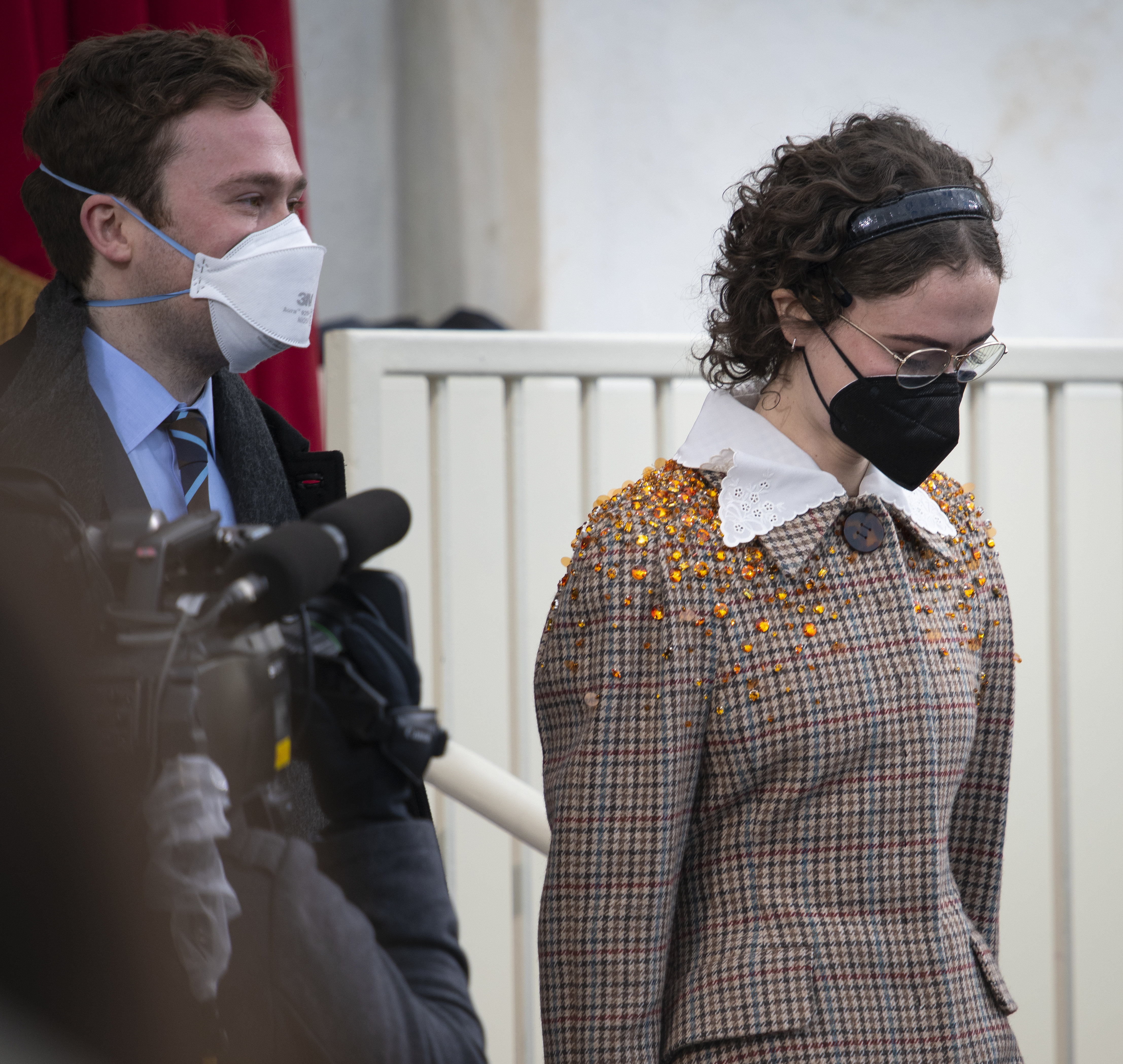
Емгофф (праворуч) та її брат Коул (ліворуч) на 59-й інавгурації президента 20 січня 2021 року

Живе в Бушвіку, Бруклін, і її називають «першою донькою Бушвіка». Її сім'я володіє будинками в Брентвуді, Лос-Анджелес; передмістях Сан-Франциско і Вашингтона, округ Колумбія.
Підтримує права ЛГБТ, зокрема трансгендерних людей. 2020 року оголосила, що підтримає організацію For the Gworls, темношкірий трансгендерний колектив, який збирає гроші на допомогу темношкірих трансгендерів для оплати оренди, хірургічної корекції статі, подорожі та медичне обслуговування.
Виступала під час трансляції національного з'їзду Демократичної партії 2020 року у серпні 2020 року.
20 січня 2021 року відвідала 59-ту інавгурацію президента США у Вашингтоні, округ Колумбія, де її мачуха склала присягу як 49-та віцепрезидентка США. У 2021 році повідомлялося, що вона зустрічається з редактором «GQ» Семом Гайном.

### Стиль
Привернула увагу міжнародних ЗМІ на інавгурації своїм одягом, зокрема сукнею, яку вона розробила спільно з Батшевою Гей, і пальтом Miu Miu, інкрустованим коштовностями. У «Vogue» написали, що вбрання Емгофф на інавгурації «ідеально поєднало її фірмовий бруклінський образ з урочистістю події», і заявили, що «[Емгофф] не буде брати до уваги застарілі уявлення про те, як повинна одягатися молода жінка, яка живе біля Білого дому». Після інавгурації число підписників Емгофф в Instagram зросло з 50 000 до понад 300 000 менш ніж за тиждень. Продавець одягу повідомив, що після того, як кадри з Емгофф стали вірусними в Twitter і TikTok, кількість пошукових запитів в інтернеті Miu Miu зросла на 455 % через 6 годин після інавгурації. Вона також привернула увагу своєю спідницею, краваткою та пальто Тома Брауна, які одягла на Національний меморіал COVID-19 у Вашингтоні, округ Колумбія, в ніч проти інавгурації.